# Коняев, Алексей Николаевич
Алексей Николаевич Коняев — советский хозяйственный и политический деятель.

## Биография
Родился в 1926 году в селе Нижнедрезгалово. Член КПСС.
Окончил Луганский вечерний филиал Харьковского политехнического института.
Участник Великой Отечественной войны
В 1950—1969 гг. — аккумуляторщик на ремонтно-зарядной станции, инструктор Октябрьского райкома, инструктор Ворошиловградского горкома КПУ, инженер, парторг паровозосборочного цеха, конструктор, начальник бюро отдела главного конструктора, начальник конструкторского отдела — главный конструктор по локомотивостроению Луганского тепловозостроительного завода.
В 1969—1974 гг. — доцент, профессор кафедры локомотивостроения Луганского машиностроительного института.
В 1974—1993 гг. — ректор Луганского машиностроительного института.
В 1993—1999 гг. — ректор Восточноукраинского государственного университета.
Делегат XXV съезда КПСС и XIX конференции КПСС.
Умер в 1999 году в Луганске.

## Научная деятельность
А. Н. Коняев — автор более 250 печатных работ, 130 авторских свидетельств, зарубежных патентов, подготовил 5 докторов и 16 кандидатов наук, возглавлял в качестве ответственного редактора республиканский межведомственный научно-технический сборник «Конструирование и производство транспортных машин».

## Награды
- Орден Отечественной войны II степени (06.04.1985)
- Орден Трудового Красного Знамени (1966, 1986)